# Erőss Gábor (kanonok)
Erőss Gábor (Eger, 1779. december 9. – Eger, 1836. április 29.) egri kanonok.

## Élete
Iskoláit szülővárosában végezte, s 18 éves korában belépett a papnevelő intézetbe; felszenteltetése után Sirokon és Gyöngyösön káplánkodott; azután elnyerte a boconádi plébánia-javadalmat, honnét öt év mulva siroki plébánosnak neveztetett ki. Esperesi tisztet is viselt és 1835-ben egri kanonok lett.

## Munkái
- Exoptato adventui Fr. Xav. Fuchs primi archi-episcopi Agriensis vota lata. Agriae, 1804.
- Adplausus, quos Joanni b. Ladislao Pyrker clerus Agriensis adornat. Uo. 1827. (Magyar és német költemény.)
- Méltóságos báró Orczy Lörincz ő nagysága Szegváron főispáni helytartó székébe lett bevezetésére adott papiversek. Uo. 1839.